# Cranoglanis henrici
Cranoglanis henrici is een straalvinnige vissensoort uit de familie van de stekelmeervallen (Cranoglanididae). De wetenschappelijke naam van de soort is voor het eerst geldig gepubliceerd in 1893 door Vaillant.